# Зіткнення птахів з вікнами

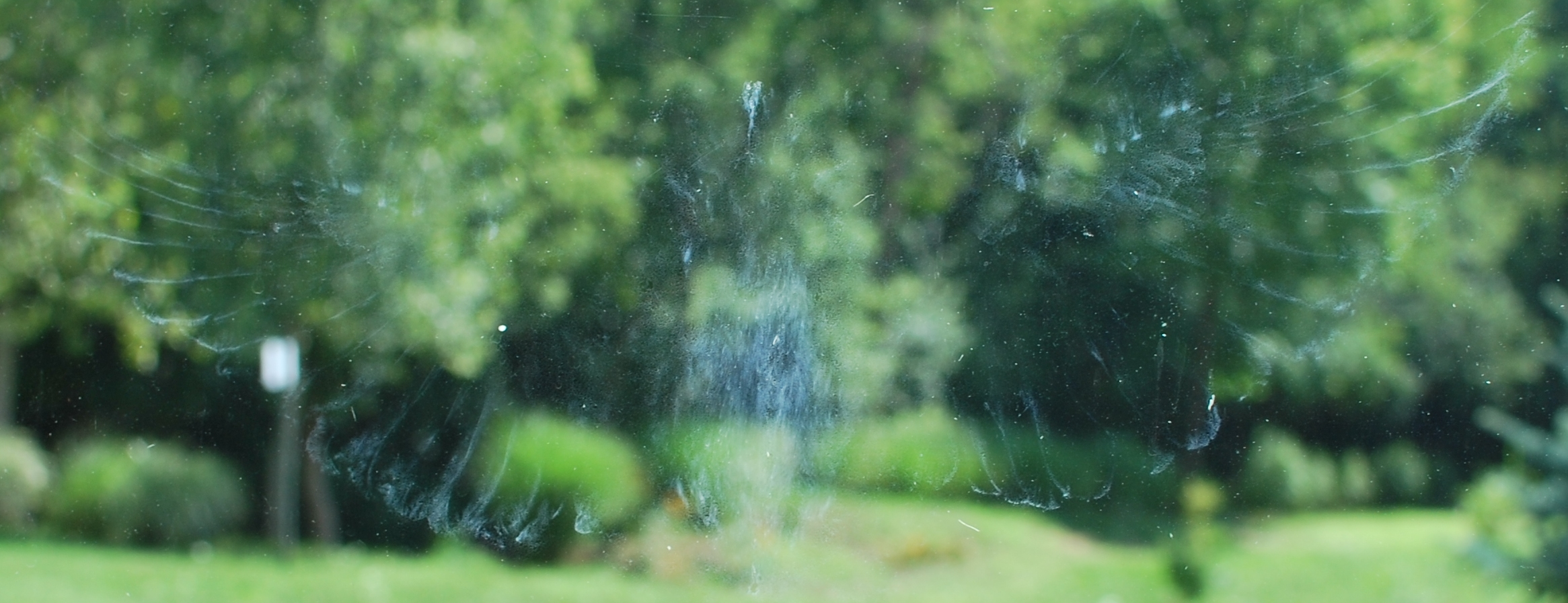
Віконне скло зі слідом від удару птаха.

Зіткнення птахів з вікнами є однією з головних прямих причин загибелі птахів з причин, пов'язаних з людською діяльністю. За підрахунками, в одних лише Сполучених Штатах щорічно гине через такі зіткнення від 100 мільйонів до 1 мільярда птахів, в Канаді — від 16 до 42 мільйонів птахів. На думку орнітолога і професора біології доктора Деніела Клема, від ударів об вікна гине більше птахів, ніж через будь-яку іншу антропогенну причину.

## Причини
Зіткнення відбуваються з двох основних причин:
- Через прозорість скла птахи не усвідомлюють наявності перешкоди та намагаються влетіти до приміщення, яке бачать крізь це скло.
- Через дзеркальні властивості скла птахи сприймають відображені у ньому пейзажі як справжні та намагаються до них пролетіти[3].

Крім того, у темну пору доби птахів видів, що мігрують вночі (зокрема, більшість співочих птахів) приваблюють освітлені вікна, що також призводить до зіткнень (див. нижче).

## Фактори

### Вразливі види

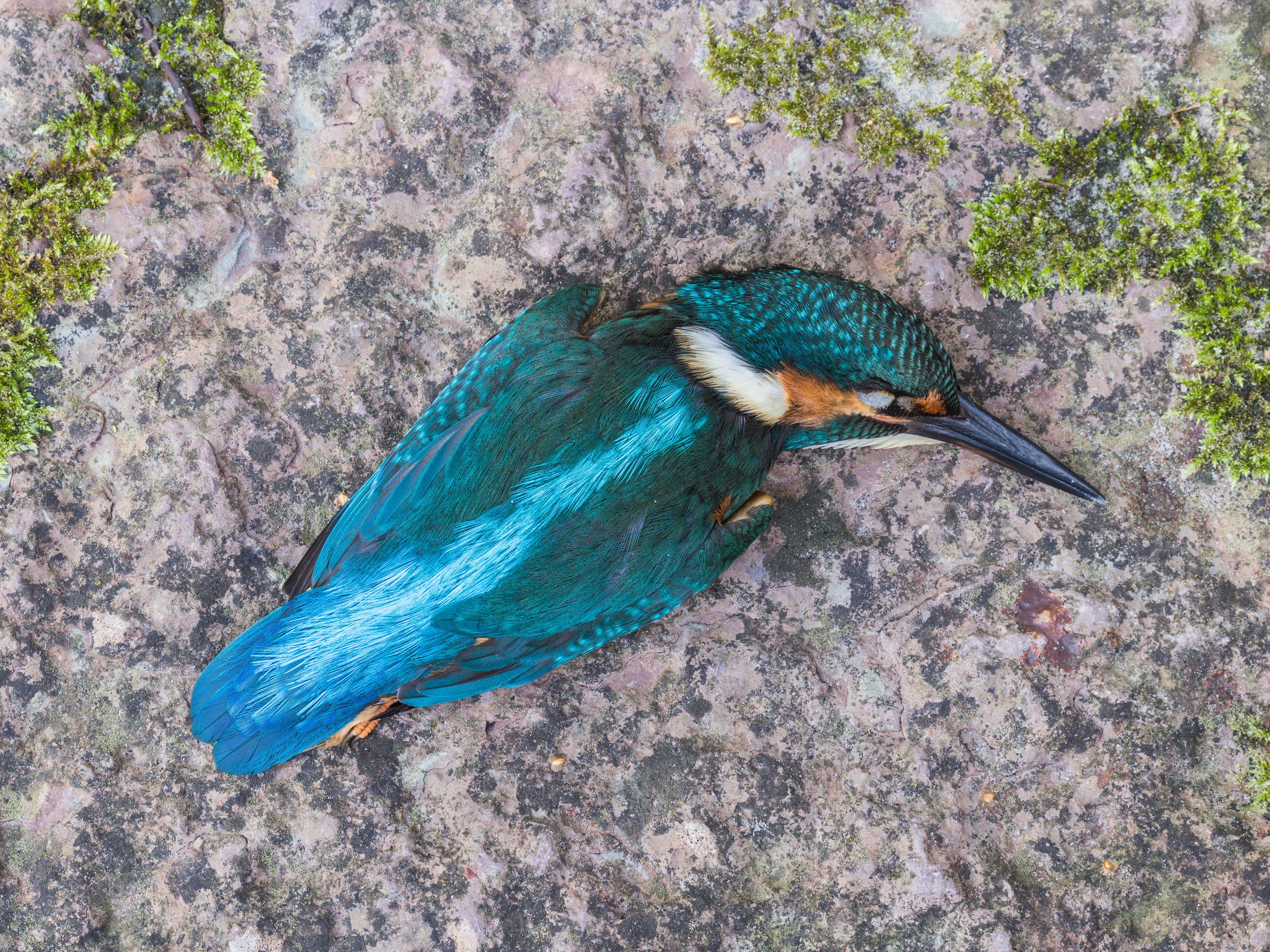
Птах виду Рибалочка блакитний, що загинув від удару об віконне скло.

Дослідження, що аналізують зіткнення з вікнами, виявляють, що деякі птахи більш вразливі до зіткнень. Швидше за все, на це впливають певні морфологічні та фізичні характеристики польоту птахів, але існує припущення, що сприяти відмінностям у цій вразливості можуть і більш тонкі аспекти — зокрема, бачення, поведінка в польоті (зокрема у зграї) та більш специфічні життєві риси, такі як вигодовування молодняку.
Зокрема, згідно з проведеними дослідженнями, у США найбільш вразливими видами є Пісняр-лісовик каштановий, Смугастоволець оливковий, Віреон червоноокий та Пісняр-лісовик білощокий. Причина вразливості саме цих видів не зовсім зрозуміла, але припускають, що ймовірним фактором є специфічна для виду поведінка, оскільки інші фактори, такі як висота польоту, між цими видами сильно відрізняються. Задокументовано, що багатьох із цих птахів з якихось причин приваблюють освітлені споруди. Можливо, це пов'язано з тим, що ці птахи здійснюють швидкі польоти через території з густою рослинністю і, як вважається, в значній мірі орієнтуються під час польоту за світлом. Крім того, деякі з цих видів, проводять більше часу біля землі, що є ще однією характеристикою, притаманною багатьом типовим жертвам зіткнень з вікнами.
Вважається, що такі види, як Омелюх американський, які складають непропорційно велику кількість зіткнень з вікнами восени та взимку, сприйнятливі через свою поведінку в зграях. У цей час року омелюхи добувають їжу великими зграями, щоб ефективніше шукати ягоди. Вважається, що сезонне збільшення кількості зіткнень пов'язане з їх підвищеними пересуваннями і, можливо, через те, що зібрані у зграю птахи, менш уважні до свого оточення, натомість слідкуючи за птахом, що веде зграю.
Також помічено, що багато видів, які є дуже чисельними в міських районах (наприклад, горобці), гинуть від ударів об вікна відносно рідко, що додатково вказує на відсутність залежності смертності від цієї причини серед представників певного виду від їхньої щільності.

### Особливості будинків
Кількість спостережуваних випадків загибелі птахів, спричинених будь-якою конкретною будівлею, сильно змінюється в просторовому масштабі. Існує очевидна позитивна кореляція між кількістю зіткнень, які відбуваються в будівлі, і площею її поверхні, яка зайнята вікнами. Переконливими доказами цього є високий рівень смертності внаслідок ударів об вікна великих комерційних будівель. Будівлі, розташовані в більш урбаністичних районах, зазнають менше зіткнень, ніж будівлі, близькі до лісистих ділянок. Це найбільш помітно у випадку житлових будинків, що перебувають на градієнті між селом і містом: показники смертності птахів на будинок вищі в сільській місцевості. Однак, незважаючи на найнижчу загальну смертність, останні дослідження показують, що висотні будинки мають найвищі середньорічні показники смертності.
Кількість рослинності навколо будівлі також позитивно корелює зі смертністю птахів. Це пояснюється тим, що скло з високим ступенем відбиття створюють ілюзію рослинності, до якої птахи намагаються долетіти, не розуміючи, що бачать лише відображення.
Планування будівель, орієнтація та відстань у межах міста є ще одним фактором, що сприяє зіткненню птахів із вікнами, оскільки часто топографічні особливості в міському плануванні направляють або концентрують рух птахів, в тому числі ведучи до небезпечного в плані зіткнень району.

### Світлове забруднення
Рівень смертності птахів зростає зі збільшенням кількості світла, яке випромінює певна будівля. Особливо вразливі до зіткнень види птахів, які мігрують вночі — з якихось причин їх приваблюють світловипромінюючі конструкції.  Існують різні пояснення того, чому нічних мігруючих птахів приваблює штучне освітлення. Відомо, що нічні мігруючі птахи орієнтуються за світлом зірок, тому існує припущення, що штучно освітлені райони приховують візуальні навігаційні орієнтири, що призводить до дезорієнтації. Ця гіпотеза підтверджується серією спостережень за птахами, яких приваблює та дезорієнтує світло, особливо в умовах поганої видимості, що робить їх більш чутливими до зіткнень з будівлями. Зменшення кількості світла, що випромінюється від скляних поверхонь вночі, може зменшити кількість летальних зіткнень птахів з будівлями.

### Погодні умови
Погодні умови також можуть впливати на поведінку птахів у польоті, роблячи їх більш чи менш чутливими до зіткнень. Умови, які погіршують видимість (туман, дощ, снігопад), можуть дезорієнтувати птахів, особливо тих, які мігрують вночі та покладаються на візуальні орієнтири. Низька швидкість вітру також може призвести до падіння підйомної сили для великих хижих птахів під час ширяння, що може призвести до зіткнення з хмарочосами. Інші фактори, включаючи вологість і температуру повітря, також можуть впливати на висоту польоту птахів таким чином, що впливає на ризик зіткнення. Деякі випадки найбільш масової загибелі птахів через зіткнення з вікнами відбулися, коли мігруючі горобцеподібні, що почали свою подорож за хороших погодних умов, зустріли холодний фронт, який змусив їх знизити висоту.

### Сезонність
Зіткнення відбуваються рідше взимку і частіше в періоди піків міграцій. Очевидно, що зростання цього числа спостерігається через переміщення великих кількостей птахів, а також через те, що територія, через яку мігрують птахи, їм незнайома. Крім того, кількість летальних випадків під час осінньої міграції незмінно більші, ніж під час весняної. Ймовірно, це пов'язано з більшою часткою молодих, відносно недосвідчених птахів.

## Засоби протидії

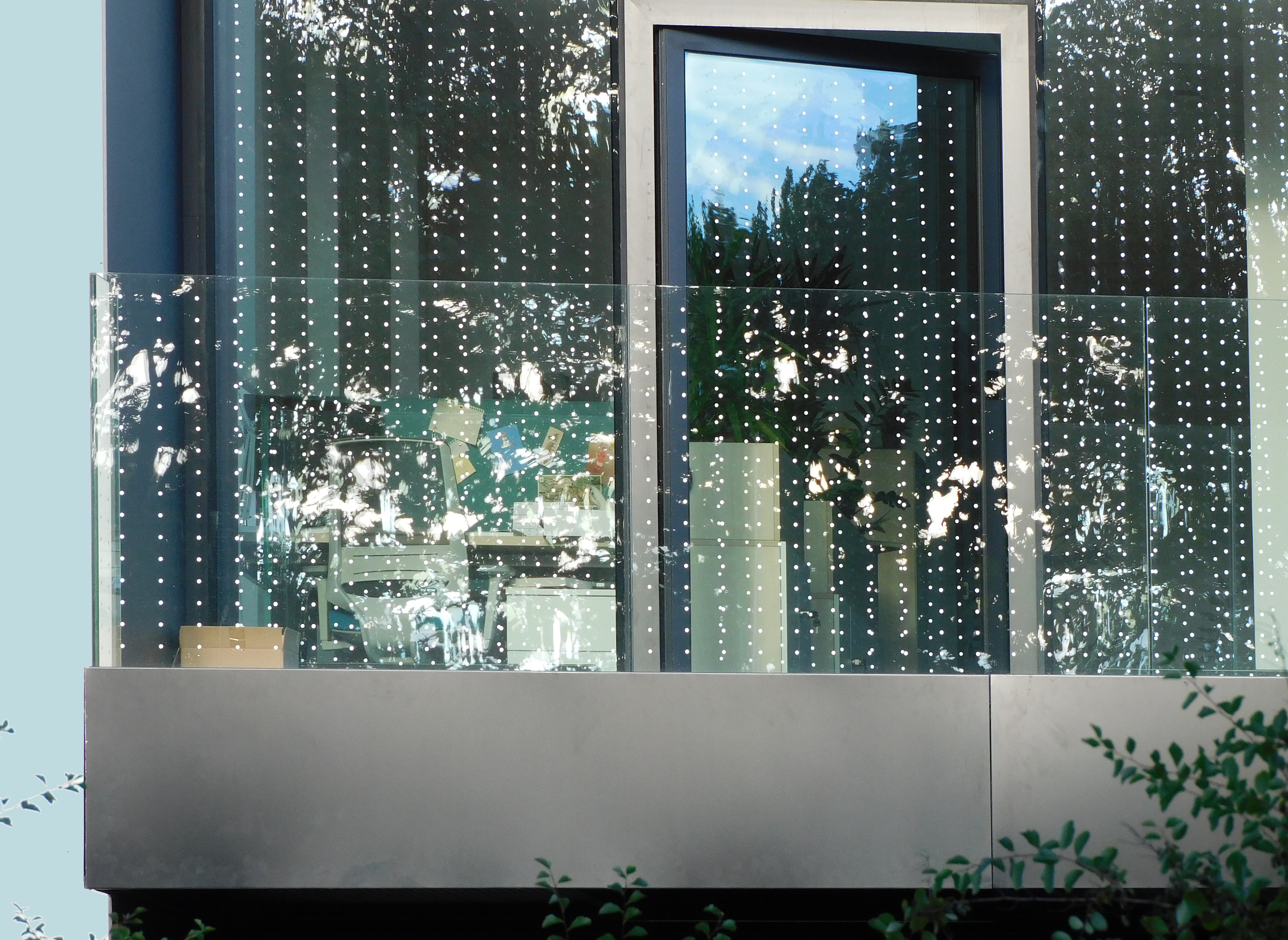
Скляний балкон польської штаб-квартири WWF з точками для мінімізації зіткнень з птахами.

Існує кілька методів запобігання зіткнення птахів з вікнами.
- Використання віконного скла з візуальними маркерами. Наклеювання на вікна наліпок, розташованими одна від одної не більше ніж на 5 см по горизонталі або 10 см по вертикалі, щоб птах не вирішив, що зможе пролетіти між ними[5]. Можливий варіант з наклеюванням зовні вікна плівки з візерунками, якщо відстань між візерунками достатньо невелика[4]. Плівку чи наліпки слід наклеювати з зовнішнього боку вікна, оскільки наклеювання зі внутрішнього зазвичай не впливає на здатність скла до відображення[16]. Зображення на вікнах силуетів хижих птахів зарекомендувало себе малоефективним. Випускається і готове скло з візерунками, призначене в першу чергу для захисту птахів[17].
- Деякі птахи здатні бачити ультрафіолетове випромінювання, тому використовуються позначки на склі за допомогою фарби, здатної відбивати ультрафіолетові промені, роблячи їх видимими для птаха. Втім, цей спосіб не універсальний: далеко не всі птахи можуть бачити ультрафіолет, позначки потрібно регулярно оновлювати, а також вони погано відбивають промені вранці, коли зіткнення є найбільш частими[4].
- Встановлення сітки зовні скла. Вона має бути розташована достатньо далеко від скла (близько 5 см) і добре натягнута. Також сітка повинна мати дрібні вічка (не більше за 1,5 см), щоб птахи у ній не заплутувалися. Може стати в нагоді звичайна москітна сітка[en][4].
- Вимкнення освітлення у будівлях в темну пору доби зменшує ризик приваблення птахів світлом.

## Дивіться також
- Зіткнення транспортних засобів з птахами, зокрема літальних апаратів
- Зіткнення птахів з радіовежами